# Mantodea
I mantoidei (Mantodea Burmeister, 1838) sono un ordine di insetti pterigoti. Essenzialmente tropicali, ne esistono circa 2500 specie diffuse soprattutto nelle regioni a clima caldo.

## Descrizione
I mantoidei sono insetti di grandi e medie dimensioni e dal corpo allungato e spesso vistosamente colorato. Ricorre il dimorfismo sessuale, con maschi visibilmente più piccoli delle femmine. La forma del corpo e la livrea sono tali da rendere frequente il mimetismo criptico e, talvolta, il mülleriano. L'esoscheletro mostra spesso singolari sculture sul capo e sul pronoto, utili per la determinazione sistematica.
Il capo è molto mobile, con profilo triangolare alla vista frontale, provvisto di grandi occhi e tre ocelli. Le antenne sono filiformi e pluriarticolate, brevi rispetto al corpo ma moderatamente allungate rispetto al capo; sono talora pettinate o bipettinate nei maschi. L'apparato boccale è masticatore tipico, con palpi mascellari e labiali rispettivamente composti da 5 e 3 articoli.
Il protorace è molto allungato e, a riposo, è sollevato leggermente. Gli altri segmenti toracici sono più brevi.

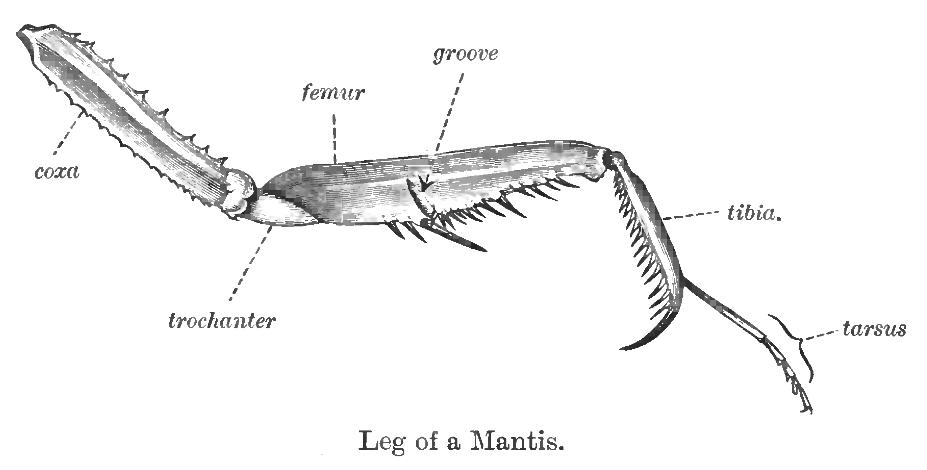
Morfologia della zampa anteriore.

Le zampe anteriori sono raptatorie: hanno le coxe molto lunghe e mobili e trocanteri brevi, femori robusti e lunghi, percorsi da due serie di spine sulla faccia ventrale, tibie relativamente brevi ma robuste, anch'esse provviste di spine e di un uncino terminale. In posizione di riposo le coxe sono portate in avanti, le articolazioni coxo-troncatere-femorali sono chiuse dorsalmente e quella femoro-tibiale ventralmente; in questo modo le zampe anteriori assumono, davanti al capo, una posizione caratteristica che ricorda la postura di una persona in preghiera, da cui il nome di mantidi religiose attribuito per estensione agli insetti di questo ordine. 
Le zampe medie e posteriori sono di tipo cursorio, sottili e allungate. Nella funzione raptatoria, le zampe anteriori sono usate come pinze per afferrare la preda, opponendo la tibia al femore. Nella deambulazione sono usate le zampe medie e posteriori, mentre quelle anteriori sono protese in avanti e sollevate. Vengono usate nella locomozione solo durante la corsa o per arrampicarsi. Le ali possono essere assenti o presenti; in questo caso le anteriori sono leggermente sclerificate (tegmine) e le posteriori provviste di una regione anale ben sviluppata. In posizione di riposo sono ripiegate orizzontalmente sull'addome.
L'addome, anch'esso allungato, è composto di 11 segmenti, è provvisto di due cerci e, nelle femmine, di un ovopositore breve.

## Biologia

### Alimentazione
Insetti notoriamente predatori, i Mantoidei sono piuttosto aggressivi e voraci. Gli aspetti più significativi dell'etologia sono improntati alla funzione predatoria. Stazionano sulla vegetazione, spesso mimetizzati, restando immobili. Si muovono lentamente salvo scattare al momento di afferrare la preda, che viene ghermita con le zampe anteriori. Le prede sono rappresentate da altri artropodi, ma sembra che alcune specie tropicali attacchino anche piccoli vertebrati.
Per l'attività predatoria sono da considerarsi insetti utili, ma l'impiego nella lotta biologica non offre risultati degni di rilievo, anche per la scarsa specificità dell'azione predatoria, che si orienta su un numero elevato di specie. Gli stadi preimmaginali predano spesso afidi e altri omotteri, gli adulti insetti e artropodi di varie dimensioni.

### Riproduzione

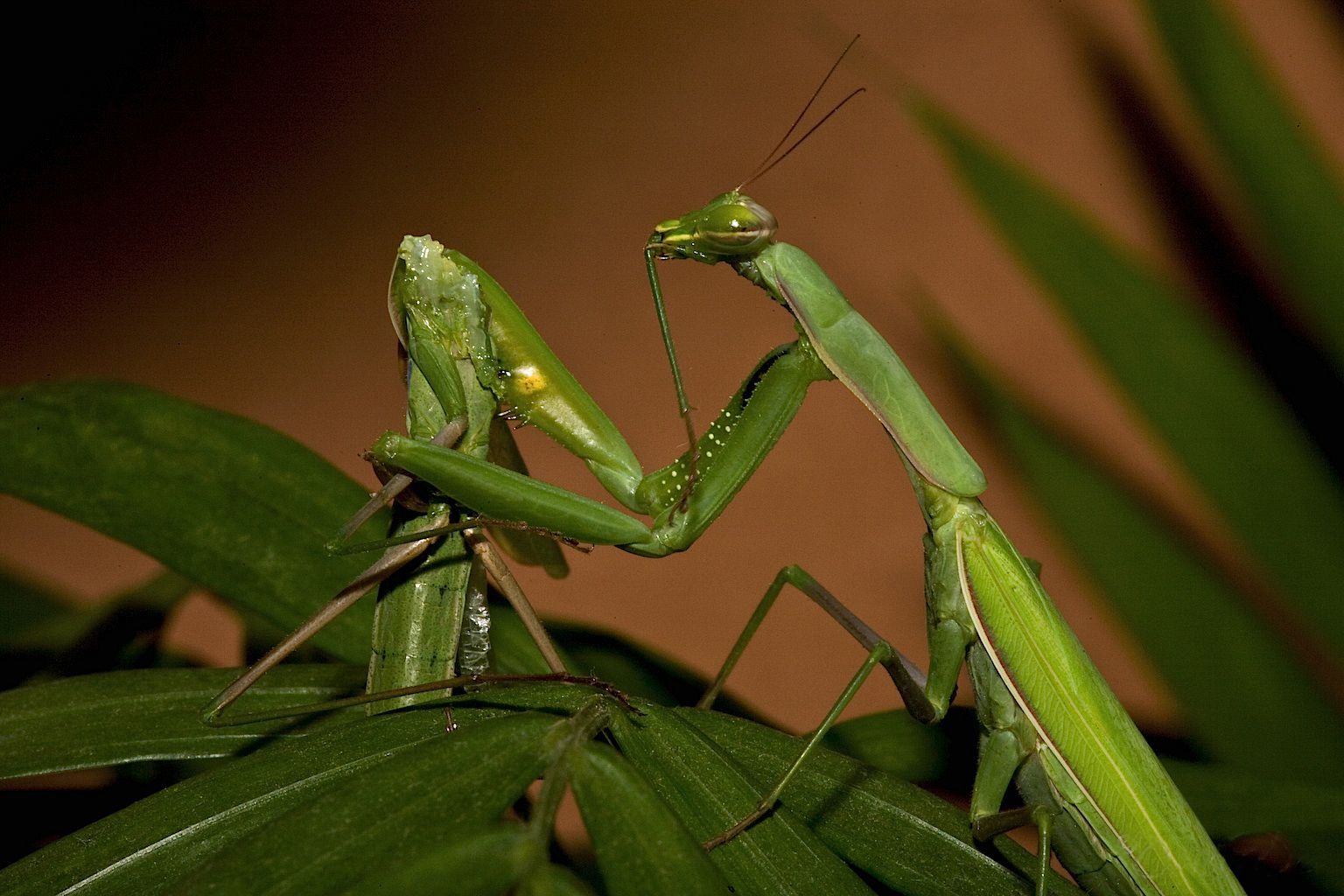
Una femmina mentre divora il maschio dopo l'accoppiamento.

La riproduzione nei Mantoidei è, nella generalità dei casi, di tipo anfigonico e solo raramente partenogenetica. Le femmine sono poligame; la copula si svolge con l'emissione dello sperma in un involucro (spermatoforo) che viene deposto dal maschio in corrispondenza dell'ovopositore. Una peculiarità etologica dei Mantoidei, molto nota, è il cannibalismo associato alla riproduzione: in genere, durante o subito dopo l'accoppiamento, la femmina divora il maschio, potendo così disporre subito di un notevole quantitativo di proteine per la produzione delle uova.

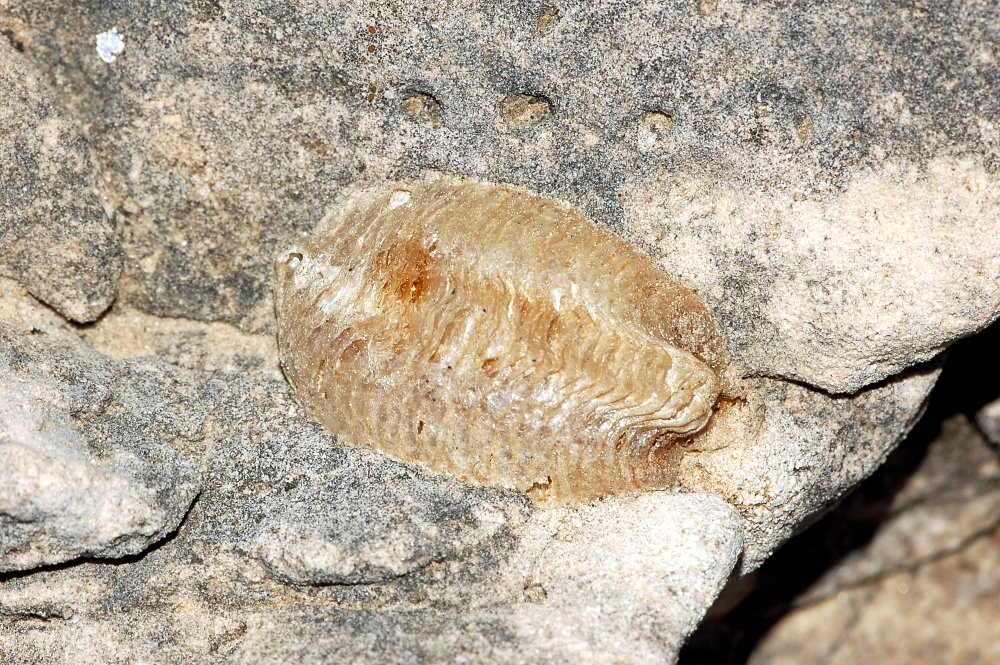
Ooteca di mantide religiosa.

Le uova sono deposte in vistose ooteche di consistenza pergamenacea. Le ooteche sono di varie forme, da globose a ovoidali ad allungate, in alcuni casi provviste di un rivestimento protettivo. In Mantis religiosa è formata da due serie parallele di lamelle verticali sovrapposte, fra le quali sono deposte le uova. L'ooteca è sempre fissata a supporti di varia natura, come rami, muri, infissi, ecc. Durante l'ovideposizione, la femmina emette il secreto delle ghiandole colleteriche, inizialmente fluido, lo sbatte con l'ovopositore rendendolo schiumoso e lo modella prima che si rapprenda, all'aria, solidificando.
Lo sviluppo postembrionale si identifica con la paurometabolia nelle forme alate e con la pseudoametabolia in quelle attere. Il ciclo si svolge in genere con una sola generazione l'anno.

## Distribuzione e habitat
L'ordine dei Mantoidei è diffuso prevalentemente nelle regioni tropicali con circa 800 specie in Africa, 530 in Asia, 165 in Oceania e 410 nel continente americano; in Europa si contano una trentina di specie, 14 delle quali presenti in Italia.

## Sistematica

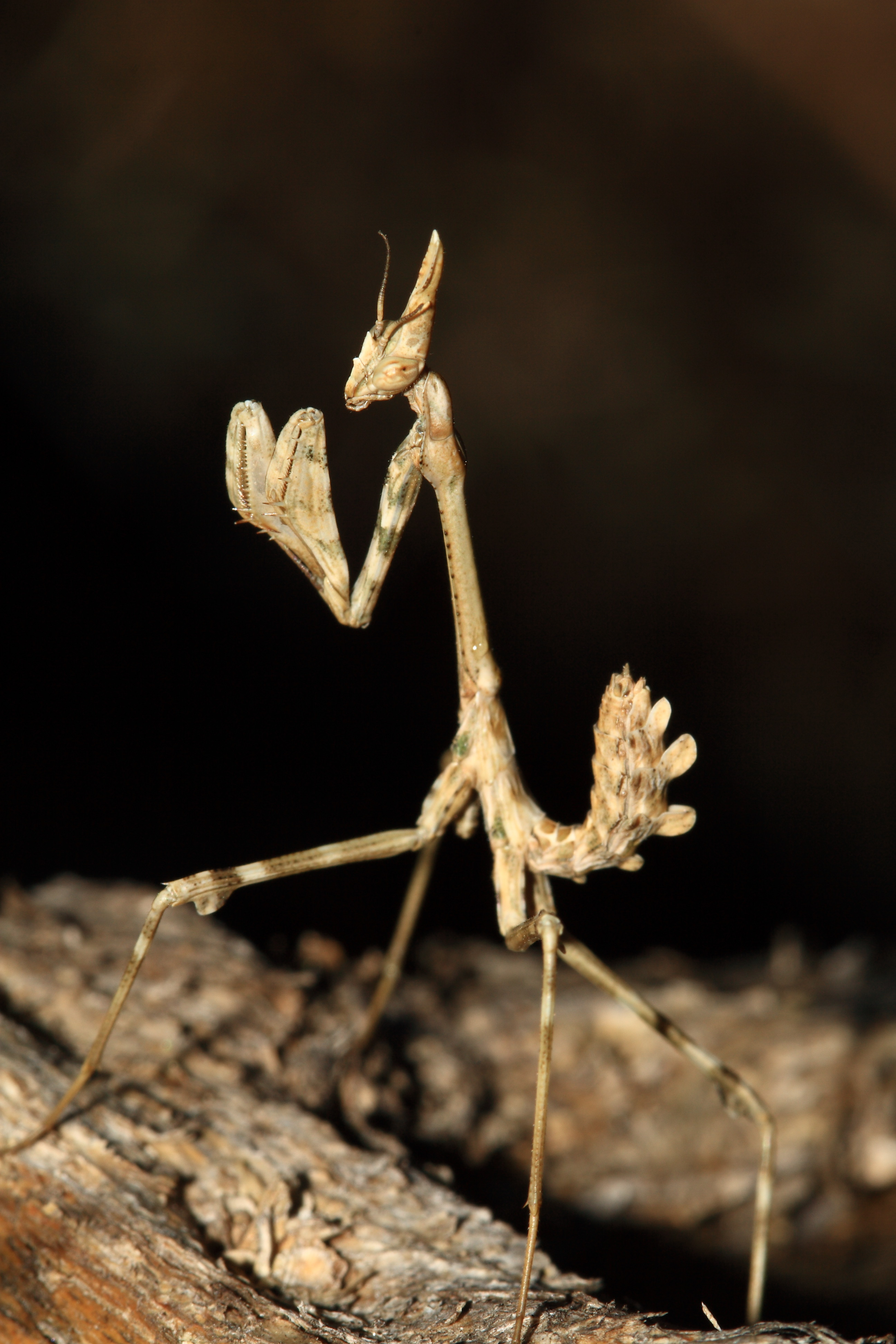
Empusa pennata
(Empusidae)

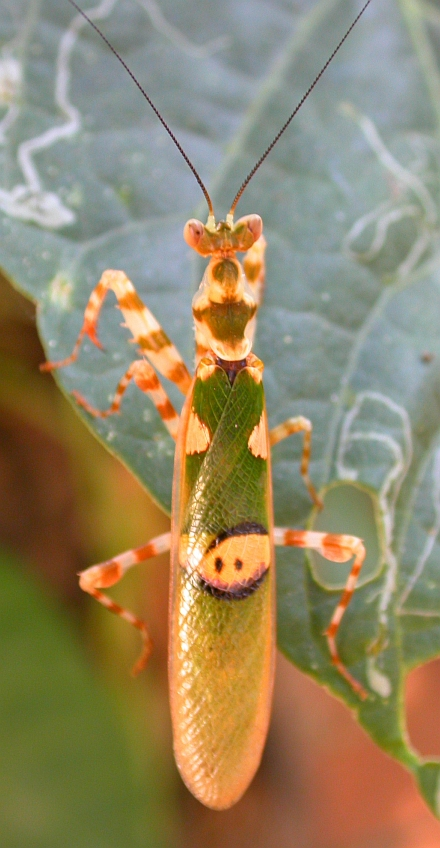
Creobroter gemmatus
(Hymenopodidae)

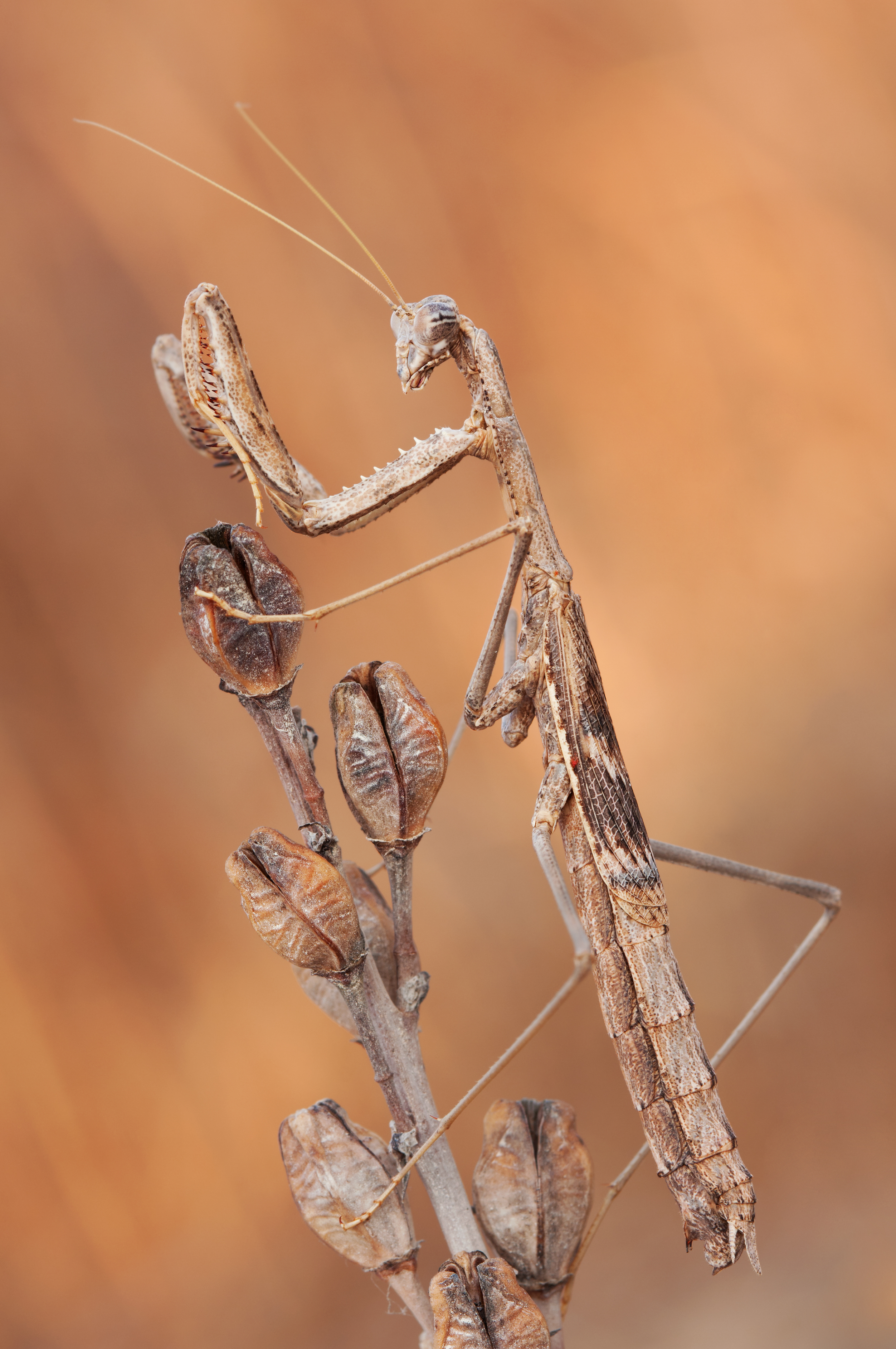
Rivetina baetica
(Mantidae)

Per l'affinità filogenetica, i Mantoidei sono attualmente inquadrati al rango di sottordine dei Dictyoptera, insieme ai vecchi ordini dei Blattodea e degli Isoptera. La classificazione tradizionale, tuttavia, che separa i tre raggruppamenti in altrettanti ordini distinti, è ancora largamente adottata sotto l'aspetto pratico e morfologico, anche se obsoleta dal punto di vista scientifico.
L'ordine comprende circa 400 generi, con circa 1930 specie, in gran parte diffuse nelle regioni tropicali.

Tradizionalmente l'ordine Mantodea veniva suddiviso in otto famiglie:
- Chaeteessidae
- Metallyticidae
- Mantoididae
- Amorphoscelidae
- Eremiaphilidae
- Hymenopodidae
- Mantidae
- Empusidae

Le moderne analisi filogenetiche hanno portato a distinguere 19 famiglie, oltre ad alcuni generi incertae sedis:
- Acanthopidae
- Amorphoscelidae
- Baissomantidae †
- Chaeteessidae
- Cretomantidae †
- Empusidae
- Epaphroditidae
- Eremiaphilidae
- Galinthiadidae
- Hymenopodidae
- Iridopterygidae
- Liturgusidae
- Mantidae
- Mantoididae
- Metallyticidae
- Santanmantidae †
- Tarachodidae
- Thespidae
- Toxoderidae
- incertae sedis
  - Burmantis† Grimaldi, 2003
  - Jersimantis† Grimaldi, 1997
  - Aragonimantis† Delclos, Penalver, Arillo, Engel, Nel, Azar & Ross, 2016

In Europa sono rappresentate le famiglie Mantidae (29 spp.), Empusidae (5 spp.), Eremiaphilidae (2 sp.) e Amorphoscelidae (1 sp.).

### Specie presenti in Italia
In Italia sono presenti le seguenti specie:
- Famiglia Mantidae:
  - Ameles africana, presente solo in Sardegna e Sicilia.
  - Ameles decolor, presente in buona parte della penisola e nelle isole maggiori.
  - Ameles fasciipennis, endemica delle Marche.
  - Ameles picteti, endemica della Sicilia (ma presente anche in Algeria e Spagna).
  - Ameles spallanzania, presente in buona parte della penisola e nelle isole maggiori.
  - Geomantis larvoides, presente in buona parte della penisola e nelle isole maggiori.
  - Mantis religiosa, presente in buona parte della penisola e nelle isole maggiori.
  - Pseudoyersinia lagrecai, endemica della Sicilia.
  - Pseudoyersinia andreae, rara e localizzata solo in poche località della Sardegna.[9]
  - Rivetina baetica tenuidentata, endemica della Sicilia.
  - Sphodromantis viridis, in Italia, endemica dell'isola Spargi.[10]
- Famiglia Empusidae:
  - Empusa fasciata, nota solo per i dintorni di Trieste e la foce del Tagliamento. Di recente è stata segnalata per il Veneto nord-orientale.
  - Empusa pennata, presente in tutte le regioni appenniniche, nonché in Sicilia e in Sardegna.
- Famiglia Eremiaphilidae:
  - Iris oratoria, diffusa nelle regioni centro-meridionali, assente o molto rara in quelle settentrionali.

### Specie presenti in Europa
In Europa sono presenti oltre 30 specie:
Famiglia Amorphoscelidae:
- Perlamantis alliberti: presente in Spagna, Portogallo e Francia meridionali.

Famiglia Mantidae: 
- Armene pusilla: presente in Russia meridionale.
- Apteromantis aptera: presente in Spagna e Portogallo meridionali.
- Ameles decolor: diffusa in Italia, Penisola balcanica, Francia e Spagna (esclusiva delle Baleari)
- Ameles spallanzania: assai diffusa in Italia, Francia, Portogallo, Penisola Balcanica, Spagna, Marocco, Algeria e Tunisia.
- Ameles heldreichi: presente in tutta la Penisola balcanica, Ucraina, Russia, Romania, Turchia e fino al Mar Caspio.
- Ameles picteti: in Italia presente solo in Sicilia, ma assai diffusa in Algeria, Marocco, Spagna e Portogallo.
- Ameles fasciipennis: endemica di Tolentino.
- Ameles assoi: presente in Spagna e Marocco.
- Ameles gracilis: Isole Canarie.
- Ameles nana: presente in Spagna e Portogallo meridionali.
- Ameles limbata: endemica delle Canarie.
- Pseudoyersinia andreae: rara e localizzata in Sardegna settentrionale.
- Pseudoyersinia lagrecai: endemismo della Sicilia.
- Pseudoyersinia brevipennis: rara in Francia meridionale.
- Pseudoyersinia paui: rara in Spagna meridionale.
- Pseudoyersinia pilipes: endemica delle Canarie.
- Pseudoyersinia subaptera: endemica delle Canarie.
- Pseudoyersinia canariensis: endemica delle Canarie.
- Pseudoyersinia teydeana: endemica delle Canarie.
- Pseudoyersinia betancuriae: endemica delle Canarie.
- Bolivaria brachyptera: Cicladi, Creta e Russia meridionale.
- Rivetina baetica: presente in Sicilia, Francia, Spagna, Portogallo, Malta, Cipro.
- Rivetina balcanica: penisola balcanica.
- Rivetina syriaca: Siria e Cipro.
- Geomantis larvoides: Sicilia, Sardegna, Francia, Spagna, Portogallo, penisola balcanica e Asia occidentale.
- Hierodula tenuidentata: penisola balcanica, Grecia e Italia settentrionale.
- Hierodula transcaucasica: Ucraina meridionale.
- Sphodromantis viridis: Sardegna, Spagna (incluse Baleari e Canarie).

Famiglia Empusidae:
- Empusa pennata: penisola iberica e Italia.
- Empusa fasciata: penisola balcanica fino alla Russia meridionale.
- Empusa pennicornis: Ucraina e Russia meridionale.
- Hympsicorypha gracilis: Isole Canarie.
- Blepharopsis mendica: Spagna meridionale, Canarie e Cipro.

Famiglia Eremiaphilidae:
- Iris oratoria: Spagna, Portogallo, Italia, Francia, Penisola balcanica.
- Iris polystictica: Russia meridionale.